# 심호섭
심호섭(沈浩燮, 1890년~1973년)은 대한민국의 의학자이다. 호는 송암(松岩)으로, 경성의학전문학교 교장과 초대 서울대학교 의과대학 학장을 역임하였다.

## 학력
- 1906년 호동소학교 졸업
- 1908년 광성상업학교 졸업 (우등생으로 졸업)
- 1913년 조선총독부의원 부속 의학강습소 (훗날의 경성의학전문학교 --> 서울대학교 의과대학) 의학진사(醫學進士, 의학사) 제3회 졸업생 (우등 졸업)
- 1926년 일본 동경제국대학 의학부 내분비분야 의학박사
- 1963년 연세대학교 명예 법학박사

## 이력
- 1913년 조선총독부의원 조수 겸 제생원(濟生院) 의원
- 1913년 조선총독부의원 정신병과 의원 (우리나라 최초의 정신과 의사)
- 1915년 한성의사회 창립 발기인
- 1916년 조선총독부의원 부속 의학강습소가 경성의학전문학교로 승격
- 1916년 경성의학전문학교 조교수 (조교수 14명 중 유일한 한국인)
- 1919년 세브란스의학전문학교 (훗날의 연세대학교 의료원) 내과 및 신경과 강사
- 1920년 세브란스의학전문학교 내과 및 신경과 조교수
- 1927년 세브란스의학전문학교 내과학교실 주임교수
- 1933년 한성의사회 부회장
- 1934년 ~ 1935년 한성의사회 회장
- 1935년 ~ 1945년 10월 서울 관철동에서 내과의원을 개설하고 진료사업
- 1945년 9월 ~ 대한신경정신의학회 설립 · 초대 회장[1]
- 1945년 10월 7일 ~ 1946년 8월 21일 경성의학전문학교 교장[2]
- 1945년 12월 23일 대한내과학회 초대 회장[3]
- 1946년 8월 22일 경성대학 의학부와 경성의학전문학교를 통합하여 서울대학교 의과대학 신설
- 1946년 10월 22일 ~ 1947년 10월 1일 서울대학교 의과대학 초대 학장[4]
- 1947년 5월 조선의학협회 초대 회장
- 재단법인 에비슨기념회 이사장
- 보건장학회 이사장
- 대한의학협회 명예 회장

## 생애
송암(松岩) 심호섭은 17세 때인 1906년 서울의 호동소학교(현재의 효제초등학교)를 졸업한 후 부친의 뜻에 따라 광성상업학교에 입학했다. 1908년 2월 이 학교를 우등으로 졸업한 심호섭은 1년 가까이 상점 점원 노릇을 하다가 이듬해 여름 대한의원 부속의학교에 입학했다.
심호섭은 1913년 6월 조선총독부의원 부속의학강습소(1910년 일제의 한국강점과 동시에 대한의원 부속의학교가 개칭된 것)를 우등으로 졸업했다. 졸업과 동시에 총독부의 원 조수가 된 심호섭은 제생원(濟生院) 의원도 겸했다. 제생원은 1911년 8월 총독부가 고아〮〮 · 행려병자 · 정신질환자를 수용하려고 만든 시설로서, 그는 이곳에서 풍부한 임상경험을 쌓을 수 있었다. 그는 총독부의원 정신병과(1913년 신설)에서도 미즈츠 신지(水津信治)와 함께 일했는데, 이는 심호섭이 우리나라 최초의 정신과 의사가 되었음을 의미한다.
1916년 총독부의원 부속의학강습소가 경성의학전문학교로 승격되었을 때, 그는 바로 이 학교 조교수가 되었다. 당시 경의전 신설로 신규 발령된 조교수는 14명이었는데, 그는 그들 중 유일한 한국인이었다.
그러나 그는 조교수 임명 후 얼마 되지 않아 세브란스의전으로 자리를 옮겼다. 그 이유는 확실치 않지만, ‘민족차별’을 견디기 어려웠기 때문으로 짐작된다. 이밖에 당시 전문학교 승격을 위해 교수 인력을 확충하고자 했던 세브란스의전 측의 적극적인 제안도 작용했던듯하다.
세브란스연합의학교가 정규 전문학교로 인가된 것은 1917년 5월의 일이었고, 심호섭이 이 학교로 옮긴 것도 이 무렵으로 그는 세브란스의전에서 진행하고 있던 의서 번역사업에서 질병 명칭 등 의학용어를 일본식 용어에 맞추는 문제를 해결해 주었다. 그는 학생 시절부터 세브란스병원을 왕래하면서 번역사업을 도왔고, 이 과정에서 세브란스의전 교장 에비슨의 눈에 들었던 것이다.
심호섭은 1919년 세브란스 의전 내과 및 신경과 강사로 부임했다. 심호섭은 세브란스의전으로 옮긴 이듬해 조교수로 승진했다. 그러나 그는 이곳에서도 크게 환영받지는 못했다. 교장 에비슨은 그를 후대했지만, 다른 교수들은 그러지 않았던 모양이다.
1921년 내과에 리딩햄R.S.Leadingham이 부임할 때 조수로 한국인이 따라왔는데, 그가 심호섭을 여러 가지로 괴롭혔다고 한다. 그 해 심호섭이 진료 스케줄에서 빠지고 심지어 그의 진찰실 명패가 사라지는 사건이 일어났다.

이 사건 직후 사직서도 제출하지 않고 세브란스의전을 나선 심호섭은 경남 통영으로 내려갔다. 그가 세브란스의전에서 힘든 생활을 하고 있는 것을 안 어느 유지가, “돈을 댈 터이니 통영에서 개원하는 것이 어떻겠느냐”고 제안하자, 이를 승낙한 것이다.— 심호섭 (문화콘텐츠닷컴 (문화원형백과 근대병원 이야기), 2008., 한국콘텐츠진흥원)

## 일화
1916년 한국인으로서는 유일하게 경성의학전문학교 조교수가 된 심호섭(沈浩燮)은 얼마 뒤 사직하고 세브란스의학전문학교로 옮겼다.
주변에서 왜 그 좋은 자리를 박차고 나왔느냐고 묻자, 심호섭은 이렇게 말했다.
“일본인 간호부가 함부로 대하는 것을 참기 어려웠다”고.

식민지 하에서는 의사와 간호사 사이의 ‘지휘 - 복종’ 관계보다도 일본인과 한국인 사이의 ‘민족 차별 의식’이 더 근본적이었던 것이다.— 병원을 지키는 사람들 (문화콘텐츠닷컴 (문화원형백과 근대병원 이야기), 2008., 한국콘텐츠진흥원)

## 평가
- 1913년 우리나라 최초의 정신과 의사가 되었고, 1916년 한국인으로서는 유일하게 경성의학전문학교 조교수가 된 심호섭(沈浩燮)은 1920년 세브란스의학전문학교(연세대학교 의과대학) 조교수에 취임하여, 1935년까지 많은 후학들을 양성하였다.
- 1927년 세브란스의학전문학교 내과학교실 주임교수로서, 교육연구, 임상지도에 많은 업적을 세웠다.
- 사회활동분야에 있어 1915년 12월 한성의사회(漢城醫師會) 창립발기인으로 참여하였으며, 1933년 부회장, 1934년 ∼ 1935년에는 회장직을 맡았다. 1947년 5월 조선의학협회 초대 회장에 선출되었고 그뒤 회장 중임을 거듭하였으며 광복 후에 의학계의 주도역을 맡았다. 한편, 재단법인 에비슨기념회 이사장, 보건장학회 이사장, 대한의학협회 명예회장 등 봉사직을 맡기도 하는 등 대한민국 의학의 기반을 닦아놓은 대한민국 의학의 아버지로 불렸다.

## 같이 보기
- 명주완
- 심화진
- 심상철
- 심우엽
- 심봉근
- 심상무
- 심윤종
- 심종섭
- 심태식

## 참조
- 《한국민족문화대백과》
- 《문화원형백과》
- 서울대학교 의과대학의 역사

1. ↑  한국민족문화대백과 - 대한신경정신의학회
2. ↑  서울대학교 의과대학의 역사
3. ↑  한국민족문화대백과 - 대한내과학회
4. ↑  서울대학교 의과대학의 역사